# Debate sobre el aborto
|                                                                                              | Permitido a pedido, sin límite gestacional.                                                                |
|                                                                                              | Permitido a petición, con un límite gestacional después de las primeras 17 semanas.                        |
|                                                                                              | Permitido o sin castigo a pedido, con límite gestacional en las primeras 17 semanas.                       |
|                                                                                              | Permitido a pedido, con un límite gestacional poco claro.                                                  |
| Legalmente restringido a los casos de:                                                       | |
|                                                                                              | Riesgo para la vida de la mujer, para su salud*, violación*, defectos del feto* o factores socioeconómicos |
|                                                                                              | Riesgo para la vida de la mujer, para su salud*, violación o defectos del feto                             |
|                                                                                              | Riesgo para la vida de la mujer, para su salud* o defectos del feto                                        |
|                                                                                              | Riesgo para la vida de la mujer*, para su salud* o violación                                               |
|                                                                                              | Riesgo para la vida de la mujer o para su salud                                                            |
|                                                                                              | Riesgo para la vida de la mujer                                                                            |
|                                                                                              | Ilegal sin excepciones                                                                                     |
|                                                                                              | Sin información                                                                                            |
| * Esta categoría no aplica a algunos países (véase § Situación legal del aborto en el mundo) | |

Situación jurídica del aborto en el mundo
Nota: En algunos países, las leyes sobre el aborto son modificadas por otras leyes, reglamentos, principios legales o decisiones judiciales. Este mapa muestra su efecto combinado implementado por las autoridades.

En relación con el aborto inducido o interrupción voluntaria del embarazo, se refiere a la discusión, controversia y polémica sobre su práctica, contexto social y económico en el que se produce. Las partes involucradas en el debate son los movimientos «pro-elección» y «pro-vida». Los primeros enfatizan el derecho de las mujeres a decidir si terminar un embarazo, los segundos enfatizan el derecho del embrión o feto a que se termine su gestación y a nacer.
Para varias personas, el aborto es un problema moral relacionado con el comienzo de la persona humana, los derechos del feto y los derechos de la mujer sobre su propio cuerpo. El debate se ha convertido en un problema político y legal en algunos países con activistas antiaborto que buscan promulgar, mantener y expandir las leyes antiaborto, mientras que los activistas del derecho al aborto buscan revocar o relajar esas leyes al tiempo que amplían el acceso al aborto. Las leyes de aborto varían considerablemente entre las jurisdicciones, desde la prohibición total del procedimiento hasta el financiamiento público del aborto. La disponibilidad de aborto seguro también varía en todo el mundo.
Alrededor de 56 millones de abortos se realizan cada año en el mundo, con aproximadamente 45% hechos de forma insegura. Se ha debatido sobre los problemas morales, éticos y legales del aborto.

## Terminología

### Aborto inducido
La definición del aborto inducido como mera terminación del embarazo resulta inadecuada ya que incluiría el nacimiento de un prematuro e incluso de un bebé maduro antes de completarse la gestación normal. La diferencia entre un aborto y un nacimiento prematuro es la viabilidad que la OMS fijó en 22 semanas completas o 500 gramos de peso del feto. Por debajo de ese límite la interrupción del embarazo se considera un aborto, por encima un nacimiento prematuro.

#### Práctica del aborto inducido
La práctica moderna se lleva a cabo de dos formas: aborto con medicamentos y aborto quirúrgico. Puede ser seguro o inseguro, de acuerdo a las condiciones médicas en las cuales se practica.

## Aborto seguro e inseguro

### Aborto seguro
Se denomina aborto seguro aquel que se practica con garantías sanitarias suficientes y con asistencia médica calificada. Cuando la ley lo permite, el aborto en los países desarrollados es un procedimiento seguro.

#### Aborto con medicamentos
En el caso del aborto con medicamentos o farmacológico consiste en la interrupción del desarrollo del embrión y en su eliminación por el canal del parto, todo ello inducido por lo que suele ser una combinación de fármacos. Solo es factible en las primeras semanas del embarazo.

#### Aborto quirúrgico
Se denomina aborto quirúrgico al conjunto de técnicas quirúrgicas que tienen el fin de provocar el aborto, es decir, terminar voluntariamente el proceso gestacional. En cuanto al aborto quirúrgico se debe practicar por personal médico calificado y autorizado, en clínicas u hospitales autorizados. Se debe, como en el caso del aborto con medicamentos, realizar un estudio diagnóstico inicial, con asesoramiento suficiente. Los procedimientos del primer trimestre generalmente pueden realizarse con anestesia local, mientras que los métodos del segundo trimestre pueden requerir sedación profunda o anestesia general.

### Aborto inseguro
El aborto inseguro es la práctica del aborto inducido es la interrupción del embarazo por personas que carecen de las habilidades necesarias, o en un ambiente que carece de estándares médicos mínimos, o ambos. Por ejemplo, un aborto inseguro puede referirse a un procedimiento extremadamente peligroso para la vida que es autoinducido en condiciones antihigiénicas, o puede referirse a un aborto mucho más seguro realizado por un médico que no brinda la atención adecuada después del aborto.

#### Mortalidad materna
El aborto inseguro se considera uno de los más graves problemas de salud pública en todo el mundo con especial incidencia en países no desarrollados o donde la cobertura sanitaria y educativa son deficientes. Sin embargo dentro del debate hay posturas opuestas sobre su incidencia puesto que quienes están a favor del aborto legal, consideran que el aborto clandestino supone un riesgo a la salud pública por la alta tasa de mortalidad materna y su consecuente legalización significaría la caída de esa tasa, mientras que quienes están en contra consideran que el aborto inseguro supone una ínfima parte de la muertes de mujeres gestantes.[cita requerida] Ambas posturas suelen vincular las distintas cifras con la mortalidad materna para concluir que la legalización o la penalización de prácticas abortivas tendería a reducir la tasa de mortalidad. En general, los grupos pro-aborto suelen argumentar que la penalización de las prácticas abortivas propicia la clandestinización de estas y un aumento en la mortalidad materna, en tanto los grupos "pro-vida" suelen decir que la legalización del aborto lo único que provoca es el aumento de prácticas abortivas. En el año 2008 sucedieron unos 21,6 millones de abortos inseguros en el mundo, según un estudio publicado por la Organización Mundial de la Salud en 2011. 
Algunas fuentes indican que se trataría de un problema de primera magnitud en países de América Latina y el Caribe y según sus cifras, en América Latina anualmente mueren unas 5000 mujeres por prácticas inseguras y clandestinas de aborto y unas 800 000 deben ser ingresadas por problemas derivados de dichas prácticas. Además de estos costos en vidas y sanitarios, provocan altos costes sociales en términos de orfandad, de destrucción del núcleo familiar (cuando es una mujer que ya tiene varios hijos). También es un problema de gran magnitud en Filipinas donde se calcula que en 2011 más de medio millón de mujeres abortaron de manera clandestina, muchas de ellas con graves complicaciones y de las que, según Naciones Unidas, cada día fallecieron 11 mujeres al dar a luz. Nereo Odchimar, expresidente de la Conferencia de Obispos Católicos de Filipinas, cuestionó esas estadísticas ya que resultaría imposible saber su exactitud cuando el aborto es ilegal en Filipinas.
En la Argentina, país donde el aborto está permitido solo en ocasiones específicas, Marianne Mollmann, representante de Human Rights Watch, invitada a la audiencia del 30 de noviembre de 2010 de las Comisiones de Legislación Penal, Familia y Salud de la Cámara de Diputados, centró su exposición en el informe elaborado por HRW sobre el aborto en Argentina, que presupone que el denominado aborto ilegal tiene una decisiva incidencia en las muertes maternas, afirmando que "en el 2008 más del 20% de las muestras registradas por emergencias obstetricias fueron por causa de abortos (…), la ilegalidad del aborto es la principal causa de muerte de las mujeres en el país".  Un estudio encargado por el Ministerio de Salud en 2005 y conducido por las demógrafas Edith Pantelides y Silvia Mario concluyeron, usando dos métodos de estimación diferentes, que se producen anualmente entre 370.000 y 520.000 abortos inducidos legales y no legales. En el año 2016 un informe de la Dirección de Estadísticas e Información en Salud, dependiente del Ministerio de Salud, arrojó la cifra de 43 muertes de mujeres en ese año debido a todos los tipos de aborto, siendo la principal causa de mortalidad materna en el país según funcionarios, distintos medios y la Sociedad Argentina de Medicina.

## Legislación sobre el aborto en el mundo
La legislación sobre el aborto en el mundo es muy diversa, desde el libre acceso al aborto en servicios sanitarios públicos gratuitos hasta la penalización con años de prisión para las mujeres y quienes practiquen el aborto inducido. Por tanto, la práctica del aborto, entendido como aborto inducido o interrupción voluntaria del embarazo, está sujeta al ordenamiento jurídico vigente en cada país, en el que puede recogerse como derecho o como delito penalizado (punible).
Colombia el 21 de febrero de 2022 fue el último país hasta la fecha en despenalizar la interrupción voluntaria del embarazo hasta la semana 24 de gestación.
En países como Rusia, Canadá, Estados Unidos, China, India, y la mayoría de los países de Europa, el aborto es legal a petición o demanda de la mujer durante cierto período de gestación. Por otro lado, en la mayoría de los países de África, Latinoamérica, Medio Oriente, Oceanía y del Sudeste Asiático el aborto es ilegal y está penalizado en alguno de los supuestos. Cinco países alrededor del mundo prohíben la interrupción del embarazo bajo cualquier circunstancia y tipifican penas de cárcel para toda mujer y persona que realice, intente realizar o facilite la realización de un aborto: Ciudad del Vaticano, El Salvador, Malta, Nicaragua y República Dominicana.

## Principales movimientos sociales en relación con el aborto

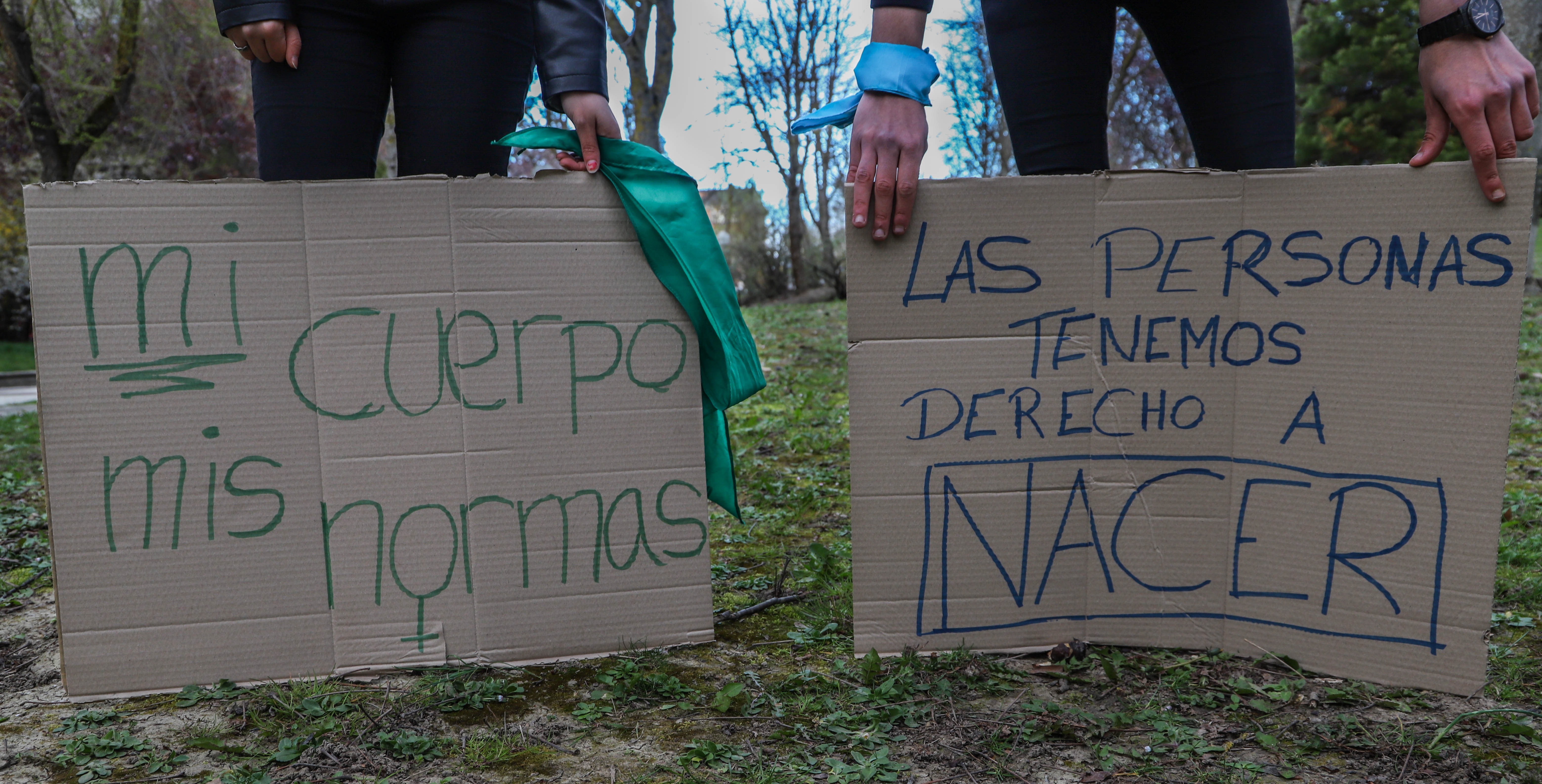
Pancartas proelección ("mi cuerpo mis normas") y provida ("las personas tenemos derecho a nacer").

Las dos principales corrientes involucradas en el debate sobre el aborto son los movimientos que defienden la legalización del aborto y los movimientos contrarios a su despenalización o favorables a las máximas restricciones en la práctica del aborto. Cada movimiento trata de influir en la opinión pública y los poderes políticos e institucionales para promover sus propuestas y cambios en la legislación, en un sentido u otro. Sin embargo, ambos suelen basarse en argumentos históricos, médicos y legales no necesariamente correctos.
- Movimientos a favor de la legalización del aborto, conocidos como proelección -del inglés pro-choice- o pro-aborto, que reclaman su despenalización (generalmente reivindican leyes de plazos frente a leyes de supuestos) y la cobertura médica pública para las mujeres que libremente quieran interrumpir su embarazo.[30]

- Movimientos contrarios a la legalización del aborto, conocidos como provida –del inglés pro-life– o movimientos antiabortistas, contrarios a la despenalización del aborto y defensores de la vida del embrión y el feto como ser humano pleno con plenos derechos.[31]

### Posturas de diversos organismos
Amnistía Internacional respalda la despenalización del aborto para garantizar que las mujeres tengan acceso a servicios de salud cuando surgen complicaciones derivadas del aborto, y para defender el derecho de las mujeres al aborto ―dentro de los límites razonables que impone la gestación― cuando su vida o su salud corran peligro. Amnistía Internacional denuncia la violencia contra la mujer que suponen las leyes contra el aborto en América Latina, según su secretario general, las políticas contrarias al aborto del continente se han traducido en muertes innecesarias de miles de mujeres.
Human Rights Watch se muestra a favor de los derechos de las mujeres y de la descriminalización del aborto en todo el mundo.

### Posturas políticas y religiosas
No se puede hablar de una correlación entre tendencia política o religiosa y posición frente al aborto, pues hay partidarios y contrarios al aborto en todas las tendencias; tómese por ejemplo de lo dicho, la existencia de católicos a favor de la despenalización como la Red Latinoamericana de Católicas por el Derecho a Decidir, grupos feministas y ateos provida, como Feminists for Life (Feministas por la Vida), Mujeres contra el Aborto y Atheists for Life (Ateos por la Vida), o el movimiento Parlamentarios y Gobernantes por la Vida, que integra a personas de diversas tendencias políticas, religiosas y culturales.

## Aspectos bioéticos
Desde un punto de vista bioético, existe una clara división de opiniones:
La definición de vida se toma desde varios puntos, como el biológico que es la capacidad de nacer, crecer, reproducirse y morir, pero Las cuestiones religiosas se mezclan con la ciencia para afirmar (o negar) que la vida comienza desde el primer momento de la fecundación, lo que equivaldría a afirmar que el aborto es indefectiblemente un asesinato.  Otras posturas sostienen que el feto en sus primeras etapas no puede ser considerado un ser vivo.
- Posturas proabortistas que no consideran que el embrión sea un individuo o persona desde la fecundación. Dentro de este grupo, hay diversas posturas según el momento en el que consideran que comienza a existir un ser humano.[41]
- Posturas antiabortistas que sostienen y defienden que la vida humana existe desde el momento de la fecundación.[42]
- Quienes consideran que la posición sobre el aborto, ya sea proabortista o antiabortista, pertenece al ámbito de las creencias personales, ideológicas o religiosas, ya que el momento en que un ser puede considerarse humano no puede establecerse mediante criterios científicos.[43]

Existen diferencias de opinión en cuanto al momento preciso en que comienza la persona humana y la naturaleza de ese estado. El problema surge en una serie de campos que incluyen la ciencia, la religión, la filosofía y la ley, y es más agudo en los debates relacionados con el aborto, la investigación con células madre, los derechos reproductivos y los derechos fetales. Tradicionalmente, el concepto de persona ha implicado el concepto de alma, un concepto metafísico que se refiere a una dimensión no corpórea o extracorpórea del ser humano. Sin embargo, en la modernidad, los conceptos de subjetividad e intersubjetividad, persona, mente y yo han llegado a abarcar una serie de aspectos del ser humano considerados previamente como características del alma. Aunque los dos lados principales del debate sobre el aborto tienden a coincidir en que un feto humano es biológicamente y genéticamente humano (es decir, de la especie humana), a menudo difieren en su opinión sobre si un feto humano es o no una persona.
En el juicio estadounidense de 1973 Roe v Wade, la opinión de los jueces incluyó la siguiente declaración: "No necesitamos resolver la difícil cuestión de cuándo comienza la vida. Cuando aquellos entrenados en las respectivas disciplinas de la medicina, la filosofía y la teología no pueden llegar a ningún consenso, el poder judicial, en este punto del desarrollo del conocimiento del hombre, no esta en posición de especular sobre la respuesta"

### Marcadores biológicos
Uno de los posibles requisitos básicos para la persona es la individualidad, que implica la diferenciación entre la persona y sus padres. La biología ofrece una serie de etapas en el ciclo de vida que se han visto como candidatos para la personalidad:
- la fertilización, la fusión de los gametos para formar un cigoto
- implantación, que ocurre alrededor de una semana después de la fertilización
- la segmentación, cuando ya no es posible la formación de gemelos, aproximadamente 14 días después de la fertilización.
- cuando el corazón comienza a latir (quinta-sexta semana).[46]
- neuromaduración, cuando el sistema nervioso central de un feto es neurobiológicamente "maduro"
  - Conceptos de "nacimiento cerebral" (en comparación con la muerte cerebral):
    - a la primera aparición de ondas cerebrales en la parte inferior del cerebro (tronco encefálico) - 6-8 semanas de gestación (paralelamente a la "muerte cerebral total")
    - a la primera aparición de ondas cerebrales en el cerebro superior (corteza cerebral) - 22-24 semanas de gestación (en paralelo a "muerte cerebral más alta")[47][48]
- el momento del movimiento fetal, o "aceleración"[49]
- cuando el feto es capaz de sentir dolor.[50]
- cuando se puede establecer que el feto es capaz de cognición o percepción neonatal.
- viabilidad fetal.
- nacimiento.

#### Fertilización
La fertilización es la fusión de los gametos, que es un espermatozoide y un óvulo (óvulo), para formar un cigoto. En este punto, el cigoto es genéticamente distinto de cualquiera de sus padres. No todos los cigotos normales se convertirán en adultos. Hay muchos óvulos fertilizados que nunca se implantan y "simplemente se lavan" después de la fertilización.

#### Función cerebral (nacimiento cerebral)
En los años transcurridos desde la designación de la muerte cerebral como un nuevo criterio para la muerte, la atención se ha dirigido hacia el papel central del sistema nervioso en una serie de áreas de toma de decisiones éticas. La noción de que existe un punto final neurológico para la vida humana ha conducido a esfuerzos para definir un punto de partida neurológico correspondiente. Esta última búsqueda ha llevado al concepto de nacimiento cerebral (o vida cerebral), que significa lo contrario de la muerte cerebral. La búsqueda de un marcador neurológico del inicio de la persona humana debe su impulso a la simetría que se percibe entre los procesos al principio y al final de la vida, por lo tanto, si la función cerebral es un criterio utilizado para determinar el médico de defunción de una persona, sino que también debe ser el criterio para su comienzo.
Al igual que hay dos tipos de muerte cerebral - la muerte de todo el cerebro (que se refiere a la cesación irreversible de la función de tanto el tallo cerebral y partes superiores del cerebro) y mayor muerte cerebral (destrucción de los hemisferios cerebrales solo, con la posible retención de función del tronco encefálico), hay dos tipos de nacimiento cerebral (en función de su reversión): nacimiento del tronco encefálico en la primera aparición de ondas cerebrales en la parte inferior del cerebro (tronco encefálico) a las 6-8 semanas de gestación y nacimiento cerebral mayor, en la primera aparición de ondas cerebrales en el cerebro superior (corteza cerebral) a las 22-24 semanas de gestación.

#### Dolor fetal
El dolor fetal, su existencia y sus implicaciones son parte de un debate más amplio sobre el aborto. Una revisión sistemática multidisciplinaria de 2005 en JAMA en el área del desarrollo fetal encontró que es poco probable que un feto sienta dolor hasta después del sexto mes de embarazo. Los neurobiólogos del desarrollo sospechan que el establecimiento de conexiones talamocorticales (aproximadamente a las 26 semanas) puede ser crítico para la percepción fetal del dolor.  Este artículo fue cuestionado por otros investigadores; por ejemplo por Anand y Fisk que señalaron que el feto puede sentir dolor alrededor de las 20 semanas. La sugerencia de Anand fue debatida en un informe de marzo de 2010 sobre conciencia fetal publicado por un grupo de trabajo del Royal College of Obstetricians and Gynecologists, citando la falta de pruebas o razones. La página 20 de dicho informe establece que el feto no puede sentir dolor antes de la semana 24. Sin embargo, varios investigadores, así como activistas antiaborto han negado la validez de estos estudios.

#### Viabilidad fetal
"Hasta que el feto sea viable, cualquier derecho que se le otorgue puede ser a expensas de la mujer embarazada, simplemente porque el feto no puede sobrevivir, excepto en el cuerpo de la mujer. Tras la viabilidad, el embarazo puede interrumpirse, como una cesárea o trabajo inducido, con el feto sobreviviendo para convertirse en un bebé recién nacido. Varios grupos creen que el aborto antes de la viabilidad es aceptable, pero es inaceptable después " es la perspectiva de Planned Parenthood. En algunos países, los abortos tempranos son legales en todas las circunstancias, pero los abortos tardíos se limitan a circunstancias en las que existe una clara necesidad médica. Si bien no existe un límite definido de desarrollo, edad gestacional o peso en el que un feto humano se convierta automáticamente en viable, un estudio de 2013 encontró que "aunque solo una pequeña proporción de nacimientos ocurren antes de las 24 semanas completas de gestación (aproximadamente 1 por 1000), la supervivencia es rara y la mayoría de ellos son muertes fetales o nacidos vivos seguidos de una muerte neonatal.

## Argumentos pro aborto

### Derechos de las mujeres
Desde esta perspectiva, el derecho al aborto puede interpretarse como necesario para que las mujeres logren la igualdad con hombres cuya libertad no está tan restringida por tener hijos. La Convención sobre la Eliminación de Todas las Formas de Discriminación contra la Mujer o CETFDCM, dijo en una declaración de 2014: "El aborto inseguro es una de las principales causas de mortalidad y morbilidad maternas. Como tal, los Estados partes deberían legalizar el aborto al menos en casos de violación, incesto, amenazas a la vida y / o salud de la madre o discapacidad fetal grave, así como proporcionar a las mujeres acceso a atención de calidad después del aborto, especialmente en casos de complicaciones resultantes de abortos inseguros. Los Estados partes también deben eliminar las medidas punitivas para las mujeres que se someten al aborto". Ha hecho recomendaciones similares a muchos gobiernos cuando revisa su cumplimiento del tratado. Las recomendaciones formuladas en estas "observaciones finales" suelen exigir a los gobiernos que legalicen el aborto en las circunstancias mencionadas anteriormente, despenalicen en todos los casos y garanticen el acceso. El Comité de los Derechos del Niño instó a los gobiernos a despenalizar el aborto en todas las circunstancias y eliminar las barreras de acceso.
El Comité de Derechos Humanos de la ONU, el Comité de Derechos Económicos, Sociales y Culturales y el Comité contra la Tortura también han pedido que se eliminen las penas por aborto y que se adopten medidas para garantizar el acceso legal y seguro al aborto.

### Privacidad y libertad personal
A pesar de que el derecho a la privacidad no está explícitamente establecido en muchas constituciones de naciones soberanas, muchas personas lo consideran como fundacional para una democracia funcional. En general, se puede encontrar que el derecho a la privacidad se basa en las disposiciones del habeas corpus, que se encontró por primera vez bajo la expresión oficial de Enrique II en el siglo XI en Inglaterra, pero tiene precedentes en la ley anglosajona. Esta disposición garantiza el derecho a no sufrir injerencias arbitrarias del gobierno, así como el debido proceso legal. Esta concepción del derecho a la privacidad es operante en todos los países que han adoptado el derecho consuetudinario inglés mediante Actas de recepción. La Ley de los Estados Unidos se basa en la ley común inglesa de esta manera.
Time ha declarado que el tema de la privacidad corporal es "el núcleo" del debate sobre el aborto. Esta revista define la privacidad, en relación con el aborto, como la capacidad de una mujer para "decidir qué le sucede a su propio cuerpo". En términos políticos, la privacidad puede entenderse como una condición en la que el gobierno no observa ni perturba a nadie. La filósofa Judith Jarvis Thomson propuso un experimento mental por el cual Thomson es especialmente conocido ocurre en su artículo A Defense of Abortion:
"Te levantas por la mañana y te encuentras de espaldas en la cama con un violinista inconsciente. Un famoso violinista inconsciente. Se descubrió que tiene una enfermedad renal grave, y la Society of Music Lovers ha examinado todos los registros médicos disponibles y descubrió que solo usted tiene el tipo de sangre adecuado para ayudar. Por lo tanto, te han secuestrado, y anoche el sistema circulatorio del violinista se conectó al tuyo, para que tus riñones puedan usarse para extraer venenos de su sangre y de la tuya... Desenchufarlo sería matarlo. Pero no importa, es solo por nueve meses. Para entonces se habrá recuperado de su dolencia y puede desconectarse de usted de forma segura."
Thomson afirma que al desenchufar al violinista “no estás siendo injusto con él, porque no le diste derecho a usar tus riñones, y nadie más puede hacerlo. le ha dado tal derecho”. Con este escenario, Thomson pretende sugerir que el derecho humano de vivir no incluye el derecho a no ser asesinado y puede ser superado por el derecho de otra persona a controlar su propio cuerpo, cuando estos dos derechos entran en conflicto. Por lo tanto, al optar por interrumpir su embarazo, Thomson concluye que una mujer embarazada normalmente no viola el derecho a la vida del feto, sino que simplemente retira el uso de su propio cuerpo, lo que generalmente causa la muerte del feto.
Tradicionalmente, los tribunales estadounidenses han localizado el derecho a la privacidad en la Cuarta Enmienda, la Novena Enmienda, la Decimocuarta Enmienda, así como en la penumbra de la Declaración de Derechos. La histórica decisión Roe v Wade se basó en la 14.ª Enmienda, que garantiza que los derechos federales se aplicarán por igual a todas las personas nacidas en los Estados Unidos. La Decimocuarta Enmienda ha dado lugar a la doctrina del debido proceso fundamental, que se dice que garantiza varios derechos de privacidad, incluido el derecho a la integridad corporal. En Canadá, los tribunales han localizado los derechos de privacidad en la cláusula de seguridad de las personas de la Carta de Derechos y Libertades del Canadá. La sección 7 de esa carta refleja el lenguaje utilizado en la Declaración Universal de los Derechos Humanos, que también garantiza la seguridad de las personas.

### Legalización para evitar muertes maternas
Los defensores del derecho al aborto argumentan que la ilegalización del aborto aumenta la incidencia de abortos inseguros, a medida que disminuye la disponibilidad de servicios profesionales de aborto y aumenta la mortalidad materna. De acuerdo con un estudio global realizado en colaboración por la Organización Mundial de la Salud y el Instituto Guttmacher, la mayoría de los abortos inseguros ocurren donde el aborto es ilegal. Por ende, defienden la legalización del aborto sosteniendo que así hay menos muertes maternas. La Organización Mundial de la Salud recomienda abortos seguros y legales disponibles para todas las mujeres.

## Argumentos provida

### Discriminación
El libro Aborto y Conciencia de la Nación presenta el argumento de que el aborto implica una discriminación injusta contra los no nacidos. Según este argumento, aquellos que niegan que los fetos tengan derecho a la vida no valoran toda la vida humana, sino que seleccionan características arbitrarias (como niveles particulares de desarrollo físico o psicológico) que otorgan a otros seres humanos más valor o derechos que otros.
El 4 de marzo de 2018 la Asociación Síndrome de Down Argentina (Asdra) planteó su posición frente a la posible despenalización del aborto, al advertir que “lo que está en juego es la vida de inocentes” y citar palabras del médico y Siervo de Dios francés Jérôme Lejeune: “¡Laissez les vivre! ¡Déjenlos vivir!”. “Defender la vida no es una cuestión religiosa, política, filosófica ni de militancia. Es una cuestión de derechos humanos básica. Nacer es el primer derecho de toda persona humana”

### Argumento de la privación
El argumento de la privación establece que el aborto es moralmente incorrecto porque priva al feto de un futuro. En este sentido, matar a un ser humano adulto es incorrecto porque priva a la víctima de un futuro como el nuestro: un futuro que contiene experiencias, actividades, proyectos y disfrutes muy valiosos o deseables. Si un ser tiene tal futuro, entonces (de acuerdo con el argumento) matar a ese ser lo dañaría seriamente y, por lo tanto, estaría seriamente equivocado. Pero dado que un feto tiene ese futuro, la "abrumadora mayoría" de abortos deliberados se coloca en la "misma categoría moral" que matar a un ser humano adulto inocente.

### Argumento de la incertidumbre
Algunos partidarios antiaborto argumentan que si hay incertidumbre sobre si el feto tiene derecho a la vida, entonces tener un aborto es equivalente a asumir conscientemente el riesgo de matar a otro. Según este argumento, si no se sabe con certeza si algo (como el feto) tiene derecho a la vida, entonces es imprudente y moralmente incorrecto tratar ese ser como si no tuviera derecho a la vida (por ejemplo, matándolo). Esto colocaría el aborto en la misma categoría moral que el homicidio involuntario (si resulta que el feto tiene derecho a la vida) o ciertas formas de negligencia criminal (si resulta que el feto no tiene derecho a la vida).

### Creencias religiosas
Cada religión tiene muchos puntos de vista diferentes sobre las implicaciones morales del aborto. Estos puntos de vista a menudo pueden estar en oposición directa entre sí. Hay ejemplos de religiones que van desde no permitir el aborto bajo ningún punto de vista hasta otros donde lo permiten hasta cierto punto. Por ejemplo, la Iglesia católica defiende que la vida humana debe ser respetada desde la concepción, y por tanto el derecho a la vida del inocente; desde este planteamiento el aborto se considera inmoral. Para el islam hay opiniones diferentes entre los estudiosos de la religión sobre cuándo comienza la vida y cuándo el aborto es permisible, la mayoría está de acuerdo en que aborto después de 120 días, el punto en el cual el feto se convierte en un alma viviente, es no permitido.

## Religión
| Diferencias religiosas sobre la cuestión del aborto (2014) Porcentaje de ploblación adulta a favor del aborto por tradición religiosa:                    | Diferencias religiosas sobre la cuestión del aborto (2014) Porcentaje de ploblación adulta a favor del aborto por tradición religiosa: | Diferencias religiosas sobre la cuestión del aborto (2014) Porcentaje de ploblación adulta a favor del aborto por tradición religiosa: | Diferencias religiosas sobre la cuestión del aborto (2014) Porcentaje de ploblación adulta a favor del aborto por tradición religiosa: | Diferencias religiosas sobre la cuestión del aborto (2014) Porcentaje de ploblación adulta a favor del aborto por tradición religiosa: |
| --- | --- | --- | --- | --- |
| | | | % | |
| Judíos | Judíos | | 83 | 83 |
| Budistas | Budistas | | 82 | 82 |
| No afiliados | No afiliados | | 73 | 73 |
| Hinduistas | Hinduistas | | 68 | 68 |
| Protestantes | Protestantes | | 60 | 60 |
| Musulmanes | Musulmanes | | 55 | 55 |
| Ortodoxos | Ortodoxos | | 53 | 53 |
| Iglesia negra | Iglesia negra | | 52 | 52 |
| Católicos | Católicos | | 48 | 48 |
| Evangélicos | Evangélicos | | 33 | 33 |
| Mormones | Mormones | | 27 | 27 |
| Testigos de Jehová | Testigos de Jehová | | 18 | 18 |
| Los porcentajes pueden no sumar 100 debido al redondeo; los márgenes de error varían según el número de personas encuestadas. Fuente: Pew Research Center | | | | |

### Budismo
No hay una sola visión budista sobre el aborto. Algunas fuentes tradicionales, incluidos algunos códigos monásticos budistas, sostienen que la vida comienza en la concepción, y que el aborto, que implicaría la destrucción deliberada de la vida, debe ser rechazado. Para complicar el asunto, está la creencia budista de que "la vida es un continuo sin un punto de partida discernible". Entre los budistas, no existe un punto de vista oficial o preferido con respecto al aborto.
El dalái lama ha dicho que el aborto es "negativo", pero hay excepciones. Él dijo: "Creo que el aborto debe aprobarse o desaprobarse según cada circunstancia". Inducir o causar un aborto se considera un asunto serio en las reglas monásticas seguidas por los monjes Theravada y Vajrayana; los monjes y las monjas deben ser expulsados por ayudar a una mujer a procurarse un aborto. Las fuentes tradicionales no reconocen una distinción entre el aborto temprano y tardío, pero en Sri Lanka y Tailandia el "estigma moral" asociado con un aborto crece con el desarrollo del feto. Mientras que las fuentes tradicionales no parecen ser conscientes de la posibilidad de que el aborto sea relevante para la salud de la madre, los maestros budistas modernos de muchas tradiciones -y las leyes de aborto en muchos países budistas- reconocen una amenaza para la vida o la salud física de la madre como una justificación aceptable para el aborto como una cuestión práctica, aunque todavía puede verse como un hecho con consecuencias negativas morales o kármicas.

### Cristianismo
Las denominaciones cristianas contemporáneas han matizado posiciones, pensamientos y enseñanzas sobre el aborto, especialmente en circunstancias atenuantes.  La Iglesia católica, la Iglesia ortodoxa, las Iglesias ortodoxas orientales y la mayoría de los protestantes evangélicos se oponen al aborto deliberado como inmoral, mientras permiten lo que a veces se llama aborto indirecto, es decir, una acción que no busca la muerte del feto como un fin o un medio, pero eso es seguido por la muerte como un efecto secundario. Algunas denominaciones protestantes tradicionales como la Iglesia Metodista, la Iglesia Unida de Cristo y la Iglesia Evangélica Luterana de América, entre otras, son más permisivas con el aborto. De manera más general, algunas denominaciones cristianas pueden considerarse provida, mientras que otras pueden considerarse proabortistas. Además, hay minorías considerables en algunas denominaciones que no están de acuerdo con la postura de su denominación sobre el aborto. La Iglesia Unitaria Universalista apoya firmemente el derecho al aborto.

### Hinduismo
Los textos hindúes clásicos condenan enérgicamente el aborto. La BBC escribe: "Al considerar el aborto, la forma hindú es elegir la acción que menos perjudicará a todos los involucrados: la madre y el padre, el feto y la sociedad". La BBC continúa diciendo: "En la práctica, sin embargo, el aborto se practica en la cultura hindú en la India, porque la prohibición religiosa del aborto a veces queda anulada por la preferencia cultural por los hijos varones. Esto puede llevar al aborto para prevenir el nacimiento de hijas, lo que se ha llamado 'feticidio femenino' ". Los académicos hindúes, así como los defensores de los derechos de las mujeres han apoyado la prohibición del aborto selectivo por sexo. Algunos hindúes apoyan el aborto en los casos en que la vida de la madre está en riesgo inminente o cuando el feto tiene una anomalía del desarrollo que pone en peligro la vida.  Algunos teólogos hindúes y Brahma Kumaris creen que la persona comienza a los tres meses y se desarrolla hasta cinco meses de gestación, lo que posiblemente implique permitir el aborto hasta el tercer mes y considerar cualquier aborto pasado el tercer mes como la destrucción del cuerpo encarnado actual del alma.

### Islam
Aunque hay opiniones diferentes entre los estudiosos islámicos sobre cuándo comienza la vida y cuándo el aborto es permisible, la mayoría está de acuerdo en que la interrupción del embarazo después de 120 días, el punto en el cual el feto se convierte en un alma viviente, es no permitido. Varios pensadores islámicos afirman que, en casos anteriores a los cuatro meses de gestación, el aborto debería permitirse solo en los casos en que la vida de la madre está en peligro o en casos de violación.
Algunas escuelas de derecho musulmán permiten el aborto en las primeras dieciséis semanas de embarazo, mientras que otras solo lo permiten en las primeras siete semanas de embarazo. Cuanto más avanzado es el embarazo, mayor es el error. El Corán no menciona específicamente el aborto, pero bordea el problema al condenar el asesinato intencional. Todas las escuelas coinciden en aceptar el aborto como un medio para salvar la vida de la madre.

### Judaísmo
La enseñanza judía ortodoxa permite el aborto si es necesario para salvaguardar la vida de la mujer embarazada.  Mientras que los movimientos reformistas, reconstruccionistas y conservadores abogan abiertamente por el derecho a un aborto seguro y accesible, el movimiento ortodoxo está menos unido sobre el tema. Muchos judíos ortodoxos se oponen al aborto, excepto cuando es necesario para salvar la vida de una mujer (o, según algunos, la salud de la mujer).
En el judaísmo, las opiniones sobre el aborto se basan principalmente en las enseñanzas legales y éticas de la Biblia hebrea, el Talmud, las decisiones caso por caso de responsa y otras publicaciones rabínicas. En términos generales, los judíos ortodoxos se oponen al aborto después del día 40,  con excepciones relacionadas con la salud, y los judíos reformistas tienden a permitir una mayor libertad para el aborto. Hay reglas que a menudo parecen ser contradictorias al respecto. El Talmud establece que un feto no es legalmente una persona hasta el parto. La Torá contiene la ley que, "Cuando los hombres pelean, y uno de ellos empuja a una mujer embarazada, y se produce un aborto, pero ninguna otra desgracia, el responsable será multado ... pero si ocurre otra desgracia, la pena será vida (nefesh) de por vida (nefesh) ". (Éxodo 21: 22-25). Es decir, causar el aborto de una mujer es un delito, pero no un crimen capital, porque el feto no se considera una persona.
Jeremías 1: 5 declara que, "Antes de formarte en el vientre materno, te conocí, antes de que nacieras, te aparté, te nombré profeta de las naciones". Para algunos, este versículo, mientras habla específicamente sobre Jeremías, es una indicación de que Dios conoce la identidad de "desarrollar seres humanos aún no nacidos, incluso antes de que ingresen al útero", o que para todos, Dios tiene un plan por lo que al aborto sería interferir con ese plan.  Otros dicen que esta interpretación es incorrecta y que el versículo no está relacionado con la persona o el aborto, ya que Jeremías afirma que su condición profética es distinta y especial.
La Biblia hebrea tiene algunas referencias al aborto; Éxodo 21: 22-25 aborda el aborto involuntario por medio de acciones ajenas, que describe como una ofensa no capital punible con una multa. El Libro de los Números en la Biblia hebrea describe la Ordalía del agua amarga (sotah) que administrará un sacerdote a una esposa cuyo esposo cree que ella fue infiel. Algunos estudiosos interpretan el texto como una poción abortiva o que induce un aborto espontáneo si la mujer está embarazada con el hijo de otro hombre.  El erudito rabínico Arnold Ehrlich interpreta la prueba de tal manera que termina inofensivamente si la mujer es fiel, o con un aborto inducido: "el embrión cae".

### Sijismo
El código de conducta sij no trata directamente con el aborto (o de hecho muchos otros asuntos bioéticos), generalmente está prohibido en el sijismo porque se dice que interfiere con el trabajo creativo de Dios. A pesar de este punto de vista teórico, el aborto no es infrecuente entre la comunidad sij en India, y existe una preocupación creciente de que los fetos femeninos se estén abortando debido a la preferencia cultural por los hijos varones.